# Station Ogoto-onsen
Station Ogoto-onsen (おごと温泉駅, Ogoto-onsen-eki) is een spoorwegstation in de Japanse stad Ōtsu. Het wordt aangedaan door de Kosei-lijn. Het station heeft vier sporen, gelegen aan twee eilandperrons. Hoewel Ogoto ook in kanji geschreven kan worden (雄琴), wordt vanwege de complexiteit van de karakters doorgaans hiragana gebruikt.

## Treindienst

### JR West
| 1,2 | ■ Kosei-lijn | richting Katata en Omi-Imazu       |
| 3,4 | ■ Kosei-lijn | richting Yamashina, Kioto en Ōsaka |

## Geschiedenis
Het station werd in 1974 geopend.

## Stationsomgeving
Hoewel het woord onsen aan de stationsnaam is toegevoegd, bevinden deze zich nabij een baai ten zuiden van het station. Daarnaast stond tot de aanleg van de Kosei-lijn het gebied van Ogoto bekend als de rosse buurt van Ōtsu.
- Heiwadō (supermarkt)
- Ogoto-schrijn
- Circle-K
- Autoweg 161

(Kioto) · Yamashina · Ōtsukyō · Karasaki · Hieizan Sakamoto · Ogoto-onsen · Katata · Ono · Wani · Hōrai · Shiga · Hira · Ōmi-Maiko · Kita-Komatsu · Ōmi-Takashima · Adogawa · Shin-Asahi · Ōmi-Imazu · Ōmi-Nakashō · Makino · Nagahara · Ōmi-Shiotsu (>> Hokuriku-lijn)